# Silent Circle Instant Messaging Protocol
Das Silent Circle Instant Message Protocol (SCIMP) ist ein nicht mehr verwendetes Verschlüsselungsprotokoll, entwickelt von Vincent Moscaritolo der Schweizer Softwarefirma Silent Circle. Der Einsatz von SCIMP ermöglichte private Unterhaltungen über Instant Messaging (IM) Technologien wie XMPP (Jabber).
SCIMP bot Verschlüsselung, Perfect Forward Secrecy und Authentisierung der Botschaften, ebenso den sicheren Austausch gemeinsamer geheimer Schlüssel.

## Geschichte
Silent Circle entwickelte SCIMP für ihre verschlüsselnde IM Applikation namens Silent Text. Silent Text wurde am 28. September 2015 eingestellt und dessen Funktionalität in ein Nachfolgeprodukt namens Silent Phone überführt, einer Applikation für verschlüsselte Sprachtelefonie. Gleichzeitig stellte Silent Circle auf ein neues Kommunikationsprotokoll um, welches das Double Ratchet Verfahren anstelle von SCIMP verwendete.